# 上田市立塩田西小学校
上田市立塩田西小学校（うえだしりつ しおだにししょうがっこう）は、長野県上田市にある公立小学校。
旧・上田市地区の小県郡塩田町の別所・西塩田地籍、中塩田地籍の八木沢地区を学区としている。

## 概要・歴史
上田市立塩田西小学校は過疎による児童数減少に悩んでいた上田市立西塩田小学校と上田市立別所小学校の統合により開校した。上田市立中塩田小学校の学区だった八木沢地籍を編入して1996年に開校したが同校の学区は1873年、学制頒布の翌年に開校した「昇高学校」の学区であった。この時点では小県郡新町・八木沢・東西両前山・手塚・山田・野倉・別所の計1町7村を学区としていたがわずか1年で分割して消滅。1886年に統合により「（2代）別所学校」を発足させるが市町村制の実施により3年で再び消滅していた。（分割・併合・再分割後は以下に記す。）同校は「別所学校」が一部（十人地籍、旧小県郡十人村）を加え107年ぶりに復活したものといえる。
「昇高学校」は1874年に東西両（のちに合併）前山・手塚の3村と新町が分離し「日就学校」を開校。別所・野倉2村も分離し「（初代）別所学校」を開校させるが1877年吸収合併して消滅。1886年に「昇高学校」・「日就学校」が統合し「（2代）別所学校」が発足する。
「（2代）別所学校」は1889年の市町村制実施により小県郡中塩田村・西塩田村2村が合併により発足。同郡別所村がそのまま発足したため解体。村立別所・西塩田・中塩田の3尋常小学校に再編されて発足。1895年の高等科分値による改称（村立別所・西塩田・中塩田3尋常高等小学校）、1941年の国民学校令発布による改称（村立別所・西塩田・中塩田3国民学校）、1947年の学制改革による改称と併設中学校開校（村立別所・西塩田・中塩田3小学校併設別所・西塩田・中塩田3中学校）、1956年の小県郡別所村・西塩田村・中塩田村・東塩田村4村の合体町制施行による小県郡塩田町発足による改称（小県郡塩田町立別所・西塩田・中塩田3小中学校）、1958年の小県郡塩田町内1中学校・3併設中学校の統合（小県郡塩田町立塩田中学校（現：上田市立塩田中学校））による小学校単独化（小県郡塩田町立別所・西塩田・中塩田3小学校）、1970年の小県郡塩田町が上田市に合併されたことによる改称（上田市立別所・西塩田・中塩田3小学校）と歴史を重ねてきた。
しかし小県郡塩田町立時代から別所・西塩田両小学校は児童数の減少が問題化され、上田市立になって以降顕著となっていた。そこで両校を統合して中塩田小学校の学区となっていた八木沢地籍を編入して「別所学校」を107年ぶりに復活させた。これが同校である。

## 略年表
- 1873年 - 「昇高学校」開校。学区は現学校の学区の9割5分。
- 1874年 - 小県郡新町・東西前山・手塚の1町3村が独立し「日就学校」開校。その後同郡別所・野倉2村が分離して「（初代）別所学校」開校。
- 1877年 - 「昇高学校」、「（初代）別所学校」を吸収合併。
- 1886年 - 「昇高学校」・「日就学校」が合併し「（2代）別所学校」発足。
- 1889年 - 市町村制実施により小県郡西塩田村・別所村発足。これにより「（2代）別所学校」解体。別所村は村立別所尋常小学校を、西塩田村は村立西塩田尋常小学校を発足させる。（小県郡八木沢村は中塩田村となったため村立中塩田尋常小学校へ。西塩田村に編入した同郡十人村は「本郷学校」から分離し後者の学区に加わる。）
- 1895年 - 小県郡立高等小学校の廃止による高等科分値により村立別所尋常高等小学校・村立西塩田尋常高等小学校と改称。
- 1941年 - 「国民学校令」発布により村立別所国民学校・村立西塩田国民学校と改称。
- 1947年 - 学制改革の第1弾6・3制の実施により村立別所小学校・村立西塩田小学校と改称。同時に併設で別所中学校・西塩田中学校開校。
- 1956年 - 小県郡別所村・西塩田村・中塩田村・東塩田村の合体町制施行による小県郡塩田町発足により小県郡塩田町立別所小中学校・西塩田小中学校と改称。
- 1958年 - 別所・西塩田両小学校に併設していた別所・西塩田両中学校が塩田町内1中学校・3併設中学校の統合により小県郡塩田町立塩田中学校（現：上田市立塩田中学校）が開校したため廃校。小学校単独に戻る。
- 1970年 - 小県郡塩田町が上田市に合併。上田市立別所小学校・西塩田小学校と改称。
- 1996年 - 合併以降深刻化した児童数減少により上田市立別所・西塩田両小学校統合。上田市立中塩田小学校の学区となっていた八木沢地籍を編入し上田市立塩田西小学校発足。

## 学校所在地
- 〒386-1432　長野県上田市山田476番地1番

## 旧校地の現況
学区は「信州の鎌倉」と称されるほど、塩田流北条氏ゆかりの社寺が多い事で知られる。別所温泉も学区に含まれている。上田市立別所小学校の校舎のあった所は上田電鉄別所線の線路と平行、別所温泉旅館街の入口近くであったため文字通り温泉に近い小学校であった。上田市立別所小学校は廃校後解体され、旧校地は市営臨時駐車場となっていたが、2007年、上田市営の温泉施設（社会福祉施設･外湯）「相染閣」が施設老朽化により閉鎖、旧校地に移転することが決定。翌2008年、公共日帰り温泉施設「相染閣別所温泉あいそめの湯」として再開業し現在に至っている。上田市立西塩田小学校の校舎は廃校後残され映画撮影のロケ地として重宝がられている。また、2006年に開校したさくら国際高等学校が校舎として使用している。上田市野倉には別所学校野倉派出所の建物が現存しており、野倉民俗資料館となっている。